# Cristiano Giuseppe Lidarti
Cristiano Giuseppe Lidarti (Viena, 23 de febrero de 1730 – Pisa, 1795) fue un compositor y violonchelista austriaco, nacido en Viena de ascendencia italiana. Su obra más destacada es el oratorio Ester.

## Vida
Comenzó sus estudios en su juventud, en Klagenfurt, en el convento de los monjes cistercienses, y luego en Leoben, en el seminario de los jesuitas. Adquirió en estos lugares los primeros conocimientos de música, también aprendió a tocar el clavecín y el arpa. Luego se trasladó a la Universidad de Viena para estudiar filosofía y derecho. Mientras continuaba sus estudios musicales de composición y de interpretación, como autodidacta sobre todo al principio y luego como alumno de Giuseppe Bonno (1710-1788). Bonno, su tío, era maestro de capilla en la misma Universidad. Pero pronto, abandonó sus estudios de filosofía y de derecho para dedicarse exclusivamente a la música.
En 1751 Lidarti se fue a Italia, donde pasó casi todo el resto de su vida. Su primera etapa fue Venecia. Allí conoció a Florian Leopold Gassmann (1729-1774), con quien formó una amistad duradera. Permaneció un tiempo en Florencia, antes de pasar cinco años como profesor de música en Cortona. En 1757 llegó finalmente a Roma, donde conoció a Niccolò Jommelli (1714-1774), convirtiéndose casi de inmediato en su discípulo. Ese mismo año fue llamado para trabajar para la Capilla de los Caballeros de San Esteban en Pisa, un puesto que mantuvo hasta 1784, después de haber sido nombrado también maestro de capilla. En este periodo de actividad entre Pisa y Roma, Lidarti mantuvo contactos epistolares con el fraile franciscano Giovanni Battista Martini (1706-1784), conocido como "Padre Martini", de quien recibió lecciones adicionales; con Niccolò Jommelli, con Florian Leopold Gassmann y con el historiador de la música inglés Charles Burnett.
Fue en 1761 que comenzó a ser reconocido de forma oficial. De hecho, la Academia Filarmónica de Bolonia le dio la bienvenida como agregado y, poco después la Academia Ducal de Módena quería que figurase entre sus miembros. Su última obra se puede fechar alrededor de 1793. Murió en Pisa en 1795, a los 65 años.

## Obra
Explorando la correspondencia de Lidarti se comprende hasta qué punto era estimado como intérprete y como compositor. De hecho, también era un virtuoso del violonchelo. Lidarti compuso, principalmente música de cámara instrumental, tanto es así que sus obras más conocidas son las "sonatas a trío". Autor también de cantatas dramáticas, escribió varias canciones para el culto religioso judío, para que se interpretara en las sinagogas, con el texto en hebreo. De hecho, durante mucho tiempo Lidarti fue conocido por el oratorio Esther compuesto en hebreo para la comunidad judía de Ámsterdam.

«Cristiano Giuseppe Lidarti (1730 - después de 1793), un violonchelista y compositor de renombre internacional, nació en Viena, pero pasó la mayor parte de su vida trabajando en Italia. Este retrato de él hecho por Dance fue presumiblemente pintado en Pisa, donde vivió y trabajó durante mucho tiempo, y donde murió.»

También compuso otras canciones religiosas, siempre para la sinagoga de esa ciudad. El texto pudo haber sido preparado para Lidarti por el compositor judío Abraham Caceres.

### Música instrumental
Instrumentos solistas
- Sonata para clavecín
- Sonata para arpa

Dúos
- 6 Duetos para violín y violonchelo, op.1 (Londres, 1795)
- 6 Duetos para dos violines (Viena)
- 6 Duetos para dos violines
- 6 Divertimentos para dos flautas
- 6 Duetos para dos flautas (o dos fagotes), op. 5 (París)
- 6 Duetos para flauta y clavecín
- 6 Duetos para dos flautas
- Sonata pomposa para viola y bajo continuo
- Sonata para violonchelo y contrabajo

Tríos
- 6 Tríos para dos violines y bajo, op. 3 (París)
- 6 Sonatas a trío para dos violines y violonchelo
- 6 Sonatas concertantes para 2 flauti e e v.cello, op. 4 (París)
- 6 Sonatas a trío para dos violines y bajo, op. 5
- 6 Tríos (Londres)
- 6 Tríos para dos violines y bajo, op. 6
- 6 Tríos para dos violines y bajo, op. 7
- 6 Sonatas a trío (Londres)
- Sonata para dos violines y bajo (Londres)
- Trisonate para flauta, violín y bajo, "A78"
- Tríos para dos flautas y clavecín
- Tríos para dos flautas y arpa (Londres)
- 6 Tríos para tres flautas

Cuartetos
- 6 Cuartetos para tres flautas y violonchelo, op. 1

Quintetos
- 6 Nocturnos para dos flautas, dos cornos y fagot
- 12 Quintetos para dos flautas, dos violines y fagot
- 6 Quintetos para dos flautas, violín, viola y bajo

Orquesta
- 6 Sinfonías, op.2
- Obertura
- Canzona instrumental (para orquesta ?)
- Concierto para clavecín y orquesta
- Concierto para arpa y orquesta
- 3 Conciertos para violín y orquesta

### Música vocal
Música sacra
- "Esther", oratorio en hebreo
- Misa a cuatro voces y orquesta
- 3 Cantos para la Sinagoga portuguesa de Ámsterdam
- Letanías alla Beata Vergine, a cuatro voces y orquesta
- "Beatus vir", para soprano y orquesta
- "Spiritus meus", para tenor y orquesta
- "Dixit Dominus", para coro y orquesta
- Lamentaciones primera del Jueves Santo
- Fuga a cuatro voces
- "Laudate pueri"
- "Miserere"
- "Alleluia" y secuencia

Música profana
- "Il conte di Comminges", ópera trágica
- "La Tutela contrastata fra Giunone, Marte e Mercurio, col Giudizio di Giove", acción teatral a tres voces escrita en Livorno en 1767
- "Scherza il Nocchiero'", aria
- "Catches and Glees", aria

#### Ester
Lidarti destaca por su oratorio Ester (en hebreo: תשועת ישראל על ידי אסתר - La salvación de Israel de la mano de Ester), que fue compuesto en 1774. El libreto fue escrito en hebreo para la comunidad judía de Ámsterdam, para la cual también este compositor escribió algunos arreglos de música sacra. Se cree que Ester es el primer oratorio escrito en hebreo. El libreto fue creado por el rabino Jacob Saraval, basado en el libreto de la versión de 1732 del oratorio Esther de George Frideric Handel. La música para el oratorio estaba perdida hasta que fue redescubierta en Londres en 1997.

## Discografía selecta
- 2003 – Musica da camera e concerto per clavicembalo. Auser Musici, Carlo Ipata. (Tactus TC.733701)
- 2004 – Esther. Friedemann Layer. (Accord)
- 2008 – Violin Concertos. Auser Musici, Carlo Ipata. (Hyperion  CDA67685)[4]
- 2009 – Hamesiah. Boj beshalom on Jewish Baroque. Ensemble Salomone Rossi. (Concerto)